# Vierdimensionale Yang-Mills-Theorie
Vierdimensionale Yang-Mills-Theorie (auch D = 4 Yang-Mills-Theorie, kurz D = 4 YM) ist in der Differentialgeometrie der Spezialfall der Yang-Mills-Theorie über einer Basismannigfaltigkeit mit vier Dimensionen. Dieser Spezialfall erlaubt die Reduktion der Yang-Mills-Gleichungen zweiter Ordnung auf die einfacheren (anti)selbstdualen Yang-Mills-Gleichungen erster Ordnung. Eine zentrale Anwendung findet die vierdimensionale Yang-Mills-Theorie in der mathematischen Formulierung der Quantenchromodynamik, welche die starke Wechselwirkung beschreibt.

## Grundlagen
Sei {\displaystyle G} eine Lie-Gruppe mit Lie-Algebra {\displaystyle {\mathfrak {g}}} und {\displaystyle E\twoheadrightarrow B} ein {\displaystyle G}-Hauptfaserbündel, wobei {\displaystyle B} eine orientierbare Riemannsche 4-Mannigfaltigkeit ist. Es sei {\displaystyle A\in \Omega _{\operatorname {Ad} }^{1}(E,{\mathfrak {g}})\cong \Omega ^{1}(B,\operatorname {Ad} (E))} ein Zusammenhang und {\displaystyle F_{A}:=\mathrm {d} A+{\frac {1}{2}}[A\wedge A]\in \Omega _{\operatorname {Ad} }^{2}(E,{\mathfrak {g}})\cong \Omega ^{2}(B,\operatorname {Ad} (E))} dessen Krümmungsform. Da {\displaystyle B} vierdimensional ist, kann {\displaystyle \operatorname {tr} (F_{A}\wedge F_{A})\in \Omega ^{4}(B)} (auch notiert als {\displaystyle \langle F_{A}\wedge F_{A}\rangle }), wobei {\displaystyle \operatorname {tr} } die Spur (englisch trace) notiert und die Differentialform wieder reellwertig macht, über dieser integriert werden (wofür die Riemannsche Struktur notwendig ist). Gemäß der Chern-Weil-Theorie ergibt dies für {\displaystyle G<\operatorname {U} (n)} (was für jedes kompakte {\displaystyle G} wegen des Satzes von Peter-Weyl erfüllt ist) die zweite Chern-Klasse des Hauptfaserbündels (definiert als die des assoziierten Vektorbündels {\displaystyle E\times _{G}\mathbb {C} ^{n}}):
{\displaystyle \langle c_{2}(E),[B]\rangle =\langle c_{2}(E\times _{G}\mathbb {C} ^{n}),[B]\rangle =-{\frac {1}{8\pi ^{2}}}\int _{B}\operatorname {tr} (F_{A}\wedge F_{A})\in \mathbb {Z} .}
Die Kronecker-Paarung der zweiten Chern-Klasse {\displaystyle c_{2}(E)\in H^{4}(B;\mathbb {Z} )} mit der durch die (ebenso im Integral eingehende) Orientierung gegebenen Fundamentalklasse {\displaystyle [B]\in H_{4}(B,\mathbb {Z} )} wird dabei zur Vereinfachung auch oft weggelassen. In diesem Fall vergleicht die Gleichung jedoch eine Kohomologieklasse mit einer ganzen Zahl.
Ist {\displaystyle A} flach ({\displaystyle F_{A}=0}), dann ist also {\displaystyle c_{2}(E)=0}. Daher ist die zweite Chern-Klasse eine Obstruktion für die Existenz von flachen Zusammenhängen auf vierdimensionalen Mannigfaltigkeiten. Yang-Mills-Zusammenhänge ({\displaystyle \mathrm {d} _{A}\star F_{A}=0}) sind dadurch nicht nur eine Verallgemeinerung von flachen Zusammenhängen, sondern ebenfalls eine Alternative für Hauptfaserbündel, auf denen diese nicht existieren.

## Spezialfall
In den Yang-Mills-Gleichungen {\displaystyle \mathrm {d} _{A}\star F_{A}=0} wird noch zusätzlich der Hodge-Stern-Operator {\displaystyle \star } auf die Krümmungsform {\displaystyle F_{A}} angewendet. Da {\displaystyle B} eine 4-Mannigfaltigkeit ist, ergibt dies wieder eine 2-Form {\displaystyle \star F_{A}\in \Omega ^{2}(B,\operatorname {Ad} (E))}. Daher ist der Grad nur in dieser Dimension identisch mit dem der Krümmungsform {\displaystyle F_{A}}, wodurch sich eine spezielle Eigenschaft ergibt. Ein Zusammenhang {\displaystyle A}, welcher eine Lösung der:
- selbstdualen Yang–Mills-Gleichungen (SDYM-Gleichungen) {\displaystyle \star F_{A}=F_{A}} ist, wird selbstdual
- antiselbstdualen Yang–Mills-Gleichungen (ASDYM-Gleichungen) {\displaystyle \star F_{A}=-F_{A}} ist, wird antiselbstdual

genannt. Solche Zusammenhänge sind trivialerweise Lösungen der Yang–Mills-Gleichungen {\displaystyle \mathrm {d} _{A}\star F_{A}=0}, da diese dann einfach auf die Bianchi-Identität {\displaystyle \mathrm {d} _{A}F_{A}=0} zurückfallen. Zudem kann die Krümmungsform {\displaystyle F_{A}=F_{A}^{-}+F_{A}^{+}} immer in eindeutig in einen selbstdualen Anteil {\displaystyle F_{A}^{+}} (mit {\displaystyle \star F_{A}^{+}=F_{A}^{+}}), welcher etwa in den Seiberg-Witten-Gleichungen verwendet wird, und einen antiselbstdualen Anteil {\displaystyle F_{A}^{-}} (mit {\displaystyle \star F_{A}^{-}=-F_{A}^{-}}) zerlegt werden durch:
{\displaystyle F_{A}^{\pm }:={\frac {1}{2}}(F_{A}\pm \star F_{A}).}
So lassen sich die SDYM-Gleichungen auch als {\displaystyle F_{A}^{-}=0} und die ASDYM-Gleichungen auch als {\displaystyle F_{A}^{+}=0} schreiben.
Alle schwach stabilen Yang-Mills-Zusammenhänge auf {\displaystyle S^{4}} mit Eichgruppe {\displaystyle \operatorname {SU} (2)}, {\displaystyle \operatorname {SU} (3)} oder {\displaystyle \operatorname {U} (2)} sind entweder selbstdual oder antiselbstdual.

## Anwendung auf die 4-Sphäre
Eine einfache 4-Mannigfaltigkeit ist die 4-Sphäre {\displaystyle S^{4}}. Die quaternionische Hopf-Faserung {\displaystyle \mathbb {H} ^{2}\cong \mathbb {R} ^{8}\supset S^{7}\rightarrow S^{4}\cong \mathbb {H} P^{1},(q,p)\mapsto [q:p]} ist etwa ein {\displaystyle \operatorname {Sp} (1)}-Hauptfaserbündel über {\displaystyle S^{4}}. Zudem korrespondieren derartige Hauptfaserbündel mit der Quantisierung der Ladung eines magnetischen Monopols in fünf Dimensionen (auch Wu-Yang-Monopol genannt). Dies entspricht ihrer Klassifikation durch die ganzen Zahlen:
{\displaystyle \operatorname {Prin} _{\operatorname {Sp} (1)}(S^{4})\cong [S^{4},\operatorname {BSp} (1)]=\pi _{4}\operatorname {BSp} (1)\cong \pi _{3}\operatorname {Sp} (1)\cong \pi _{3}S^{3}\cong \mathbb {Z} }
Dabei ist {\displaystyle \operatorname {BSp} (1)\cong \operatorname {BSU} (2)\cong \mathbb {H} P^{\infty }} der klassifizierende Raum der Eichgruppe {\displaystyle \operatorname {Sp} (1)\cong \operatorname {SU} (2)}. Das triviale Hauptfaserbündel entspricht {\displaystyle 0\in \mathbb {Z} } und die quaternionische Hopf-Faserung entspricht {\displaystyle 1\in \mathbb {Z} }.
Sei {\displaystyle A} ein Yang-Mills-Zusammenhang über {\displaystyle S^{4}} (mit beliebigem Hauptfaserbündel). Ist {\displaystyle \|F_{A}^{-}\|^{2}<3}, dann ist {\displaystyle A} selbstdual ({\displaystyle F_{A}^{-}=0}). Ist {\displaystyle \|F_{A}^{+}\|^{2}<3}, dann ist {\displaystyle A} antiselbstdual ({\displaystyle F_{A}^{+}=0}).